# 1276 Ucclia
1276 Ucclia è un asteroide della fascia principale. Scoperto nel 1933, presenta un'orbita caratterizzata da un semiasse maggiore pari a 3,178751 UA e da un'eccentricità di 0,091106, inclinata di 23,282288° rispetto all'eclittica. Ha un diametro di 36,499 km, un periodo di rotazione di 4,90768 ore e un'albedo di 0,075.
Fa parte della famiglia di asteroidi Alauda.
Il suo nome è dedicato alla città belga di Uccle, dove l'asteroide fu scoperto.